# Wimbotsham
Wimbotsham är en civil parish i Storbritannien.   Den ligger i grevskapet Norfolk och riksdelen England, i den sydöstra delen av landet, 130 km norr om huvudstaden London. Antalet invånare är 664. Arean är 6,0 kvadratkilometer.
Terrängen i Wimbotsham är mycket platt.